# Parc Nacional de les Illes Orango
El Parc Nacional de les Illes Orango (portuguès: Ilhas de Orango) és una àrea protegida que es troba a l'arxipèlag dels Bijagós, a la regió de Bolama de Guinea Bissau. Fou establert l'1 de desembre de 2000. Aquest lloc té una extensió de 1582 km² (terrestres) i 94.235 km² (marins).